# Svjetski dan plesa
Svjetski dan plesa slavi se od 1982. godine 29. travnja i širom svijeta čitaju se međunarodne i nacionalne poruke ljudi neraskidivo vezanih uz ples.  UNESCO-ov Međunarodni odbor za ples Međunarodnog kazališnog instituta za ples ITI pokrenuo je ovu inicijativu, a izabrao je dan rođenja začetnika modernog baleta i jednoga od najvećih plesnih reformatora Jeana Georgesa Noverrea za Svjetski dan plesa.
Osnovna ideja tog dana je podsjećanje javnosti na ples kao umjetnički oblik izražavanja te uživanje u njegovoj univerzalnosti koja prevladava sve političke, kulturne i etičke prepreke.

## Obilježavanje Svjetskog dana plesa u Hrvatskoj
Hrvatska Svjetski dan plesa obilježava od 1999. godine.
U Požegi se održava "Plesokaz",  manifestacija različitih plesnih koreografija na kojoj vrsni plesači iz cijele Hrvatske pokazuje svoje umijeće. Dok se za Međunarodni dan plesa predstavljaju profesionalni plesači koji plešu isključivo suvremeni ples, ova je manifestacija zanimljiva široj publici.

## Vanjske poveznice
|  | Zajednički poslužitelj ima stranicu o temi Ples    |
|  | Zajednički poslužitelj ima još gradiva o temi Ples |